# 貝氏擬牙鯛
貝氏擬牙鯛為輻鰭魚綱鱸形目鱸亞目鯛科的其中一種，分布於西印度洋區的模里西斯及馬達加斯加海域，棲息深度80-100公尺，體長可達27.9公分，棲息在沿海礁石或沙底質海域，可做為食用魚。